# Schloss Łańcut
Das Schloss Łańcut (polnisch Zamek w Łańcucie), auch Schloss der Lubomirski und der Potocki in Łańcut (Zamek Lubomirskich i Potockich w Łańcucie) genannt, ist eine Palastanlage aus dem 17. Jahrhundert in Łańcut (deutsch Landshut) in der Woiwodschaft Karpatenvorland. Es gehört zu den bedeutendsten Architekturdenkmälern in Polen. Heute sind in den Gebäuden des Komplexes verschiedene Museen untergebracht. Die Anlage ist eine Touristenattraktion.

## Geschichte
Stanisław Lubomirski ließ das Schloss von 1629 bis 1641 nach Entwürfen von Maciej Trapola errichten. Weitere beteiligte Architekten waren Krzysztof Mieroszewski, Tylman van Gameren und Giovanni Battista Falconi. In der zweiten Hälfte des 18. Jahrhunderts ließ Izabela Lubomirska, geb. Czartoryski, die Schlossanlage zur heutigen Form mit einer zweiten Etage aufstocken. Hierbei waren Architekten und Künstler wie Szymon Bogumił Zug, Johann Christian Kamsetzer, Chrystian Piotr Aigner, Friedrich Bauman und Vincenzo Brenna involviert. Zum Ende des 18. Jahrhunderts war Łańcut unter der Lubomirska eine der bedeutendsten polnischen Kulturstätten. Der Schriftsteller Jan Potocki lebte lange Zeit im Schloss. Nach der Französischen Revolution war Ludwig XVIII. Gast in Łańcut. Von Łańcut über Lemberg fuhren einst die Karossen der Potocki über eine hunderte von Kilometern lange Lindenallee in ihr Schloss in Tultschyn. Nach der Aufgabe von Tultschyn im 19. Jahrhundert wurden die Gemälde und die Bibliothek nach Łańcut verbracht.
Über die Vermählung der Lubomirska-Tochter Julia kam der Palast in die Hände der Familie Potocki. Ein Enkelsohn der Lubomirska, Alfred Potocki, lebte hier. Dessen Sohn und Erbe Alfred Józef II., Ministerpräsident Cisleithaniens in Österreich-Ungarn und ein Unterstützer der habsburgischen Interessen in Polen, war nur selten zu Besuch. Unter Roman Potocki und seiner Frau Elżbieta, geb. Radziwiłł, wurde das Schloss erneut Zentrum kulturellen Lebens. Zur Wende zum 20. Jahrhundert wurden unter dem französischen Architekten Amand Louis Bauqué und dem Italiener Albert Emilio Pio bauliche Veränderungen am Schloss vorgenommen. Ab 1915 war Alfred Potocki III. Hausherr auf Łańcut; bis 1944 gehörte der Palast der Familie Potocki. Neben Künstlern besuchten viele bedeutende Herrscher, Politiker und Kirchenfürsten die berühmten Schlossanlagen. Unter Anderen waren die Erzherzöge Rudolf, Karl und Franz Ferdinand, 1923 der rumänische König Ferdinand I. und im Jahr 1927 der polnische Präsident Ignacy Mościcki hier. 1937 besuchte George Herzog von Kent mit seiner Frau, der Herzogin Marina das Schloss.

## Architektur

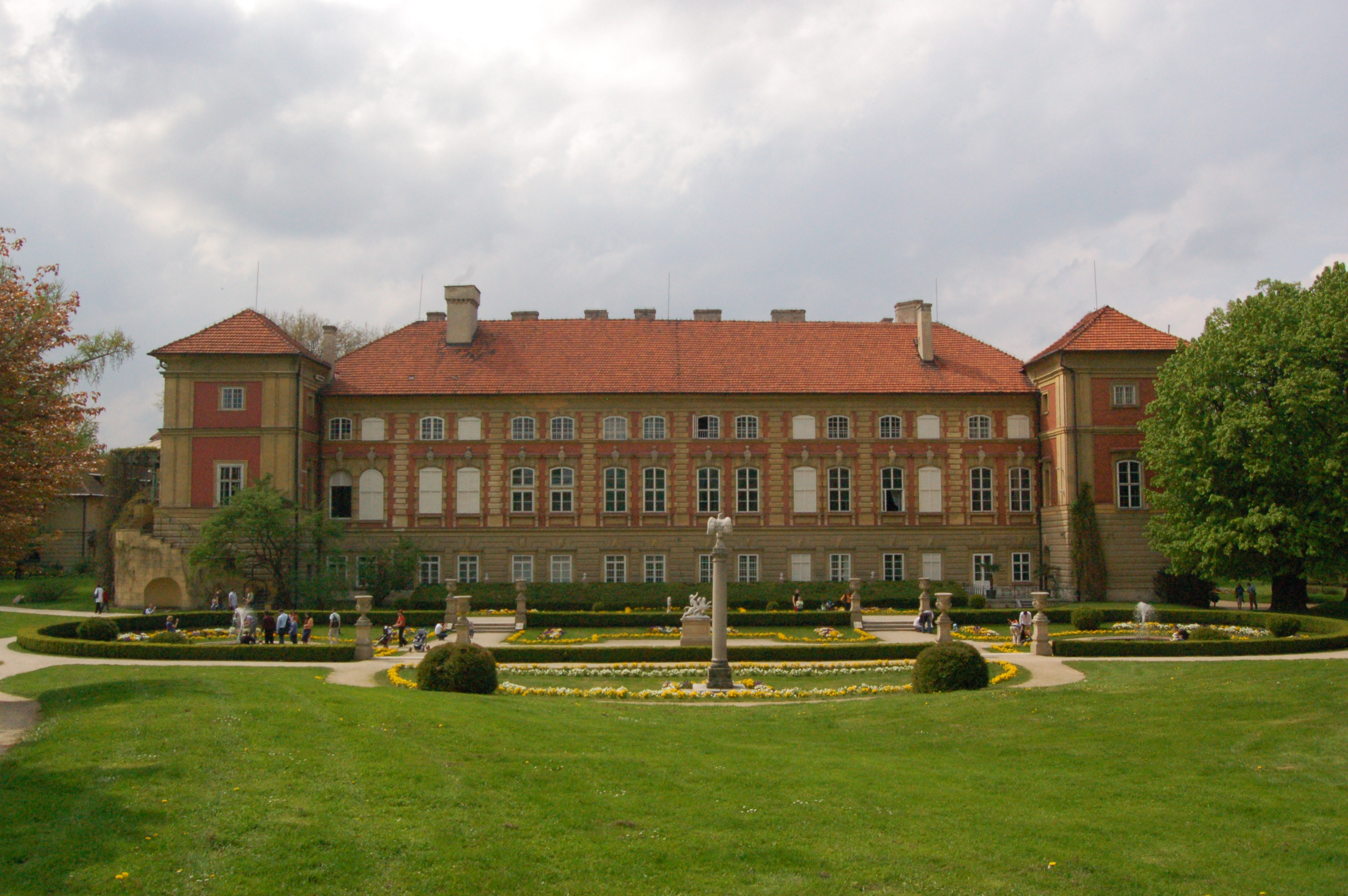
Gartenfassade

Heute ist das Schloss Łańcut ein zweistöckiger, viereckiger Palast mit vier Ecktürmen und einem Innenhof. Vom ursprünglich frühbarocken Schmuck ist vor allem das rustizierte Hauptportal vor der quadratischen Durchfahrtshalle erhalten geblieben. Die neobarocken Fassaden sind Ergebnis der Umbauten von 1795 bis 1807. Die ursprünglichen Befestigungsanlagen, welche von den schwedischen Truppen nicht bezwungen werden konnten, bestehen nur noch teilweise. Von den in Form eines fünfstrahligen Sterns das Schloss umgebenden Mauer- und Grabenwerk (Palazzo in fortezza) sind zwei Bastionen auf der Westseite erhalten geblieben.
Die Innenräume sind gut erhalten und reich ausgestattet. Bemerkenswert sind der sich über zwei Stockwerke erstreckende Ballsaal, die Skulpturengalerie (aus dem 19. Jahrhundert), ein Spiegelkabinett aus der Mitte des 18. Jahrhunderts mit Rokokotäfelung, ein chinesisches Zimmer, das Theater und die privaten Zimmer der Lubomirska. Die, das Schloss umgebende, Parkanlage (innerhalb wie außerhalb der alten Befestigungsanlage) ist im englischen Stil gestaltet.

## Heutige Nutzung
Das Schloss wie im Park liegende Gebäude werden als Museen zu verschiedenen Themenbereichen genutzt. Im Schloss selbst befindet sich ein großer Teil der Kunstsammlung der Familien Lubomirski und Potocki. Neben den originalen Łańcut-Sammlungen werden auch Möbel und Kunstwerke aus Zukäufen nach dem Krieg sowie aus Überstellungen aus Depots anderer Museen gezeigt.

### Orchideenhaus

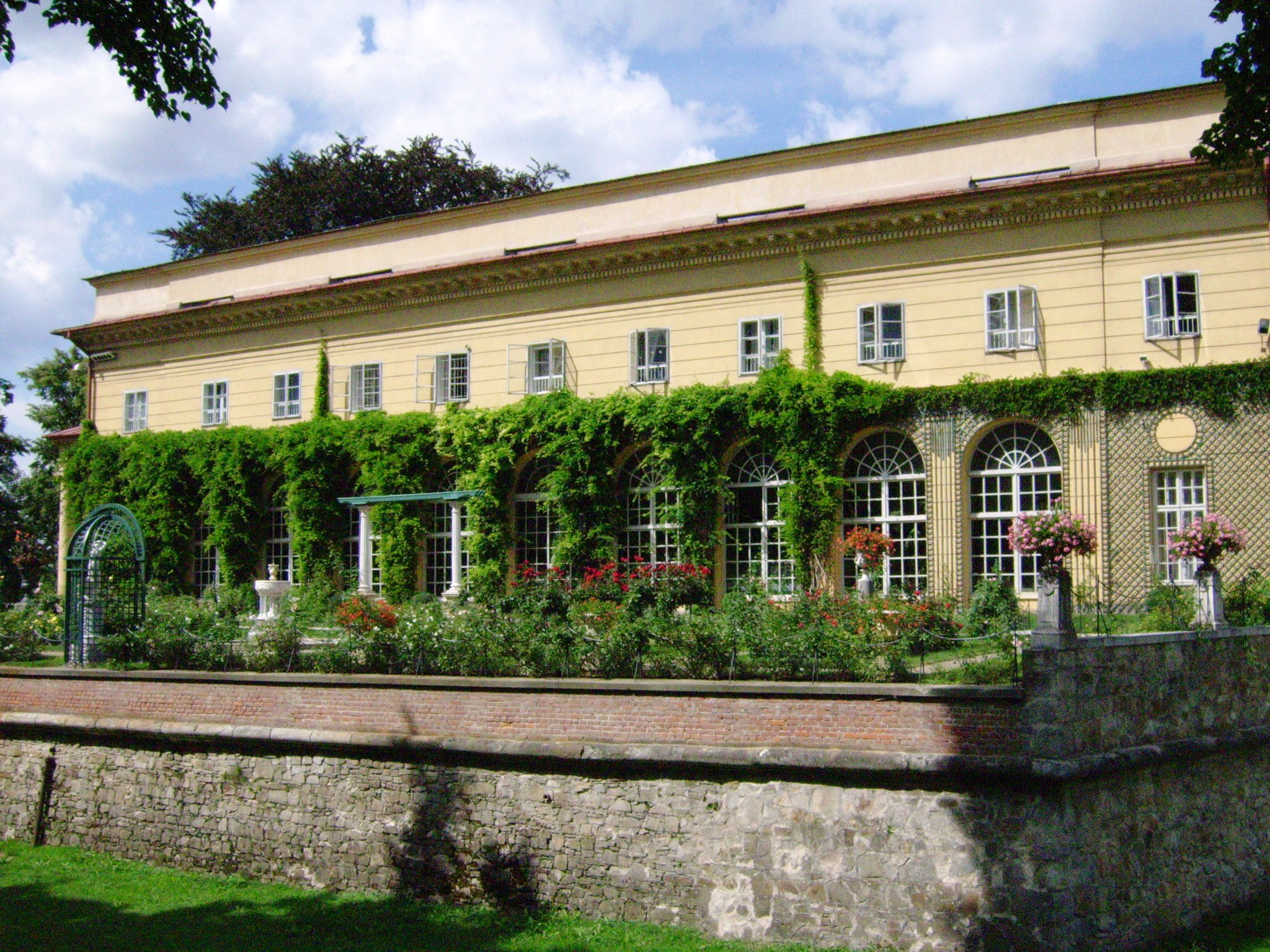
Orangerie

Ein in den Jahren 1893 bis 1904 im Auftrag von Roman und Elisabeth Potocki von der Wiener Firma Grienl errichtetes Palmenhaus im Park wurde 1923 abgerissen. Das dahinter stehende Gewächshaus, welches ursprünglich als Lager und zur Aufzucht für das Palmenhaus genutzt wurde, blieb jedoch erhalten. Hier wurden auch Orchideen gezüchtet. Nach dem Zweiten Weltkrieg wurde das „Orchideenhaus“ von einem staatlichen landwirtschaftlichen Betrieb übernommen. Ab den 1980er Jahren wurde das Gebäude jedoch kaum noch beheizt und gepflegt. Bei der Übernahme durch das Schlossmuseum im Jahr 1994 war so nur noch ein kleiner Teil der historischen Orchideensammlung vorhanden. Eine erste Sanierung erfolgte ab dem Jahr 2000 und wurde fünf Jahre später abgeschlossen.
Das Orchideenhaus besteht aus einem Ausstellungsteil, einem in drei Klimazonen unterteilten Hinterhof und aus einem Sommercafe. Es werden erdwachsende Orchideen wie auch Lithophyten und Epiphyten gezeigt.

### Museum orthodoxer Kunst
In einem Flügel des einstigen Marstalles befindet sich die größte Sammlung ukrainischer Sakralkunst in Polen. Der erst 1960 begonnene systematische Aufbau dieser Sammlung entstand aus der Notwendigkeit, Ausstattungsbestandteile zerstörter griechisch-orthodoxer Kirchen zu erhalten. Heute befinden sich hier über tausend Ikonen aus dem 15. bis zum 20. Jahrhundert sowie einige Hundert historische Bücher in kyrillischer Schrift. Das bedeutendste Druckwerk zeigt eine Apostelstatue von 1574 und stammt aus einer Lemberger Druckerei.

### Kutschenmuseum

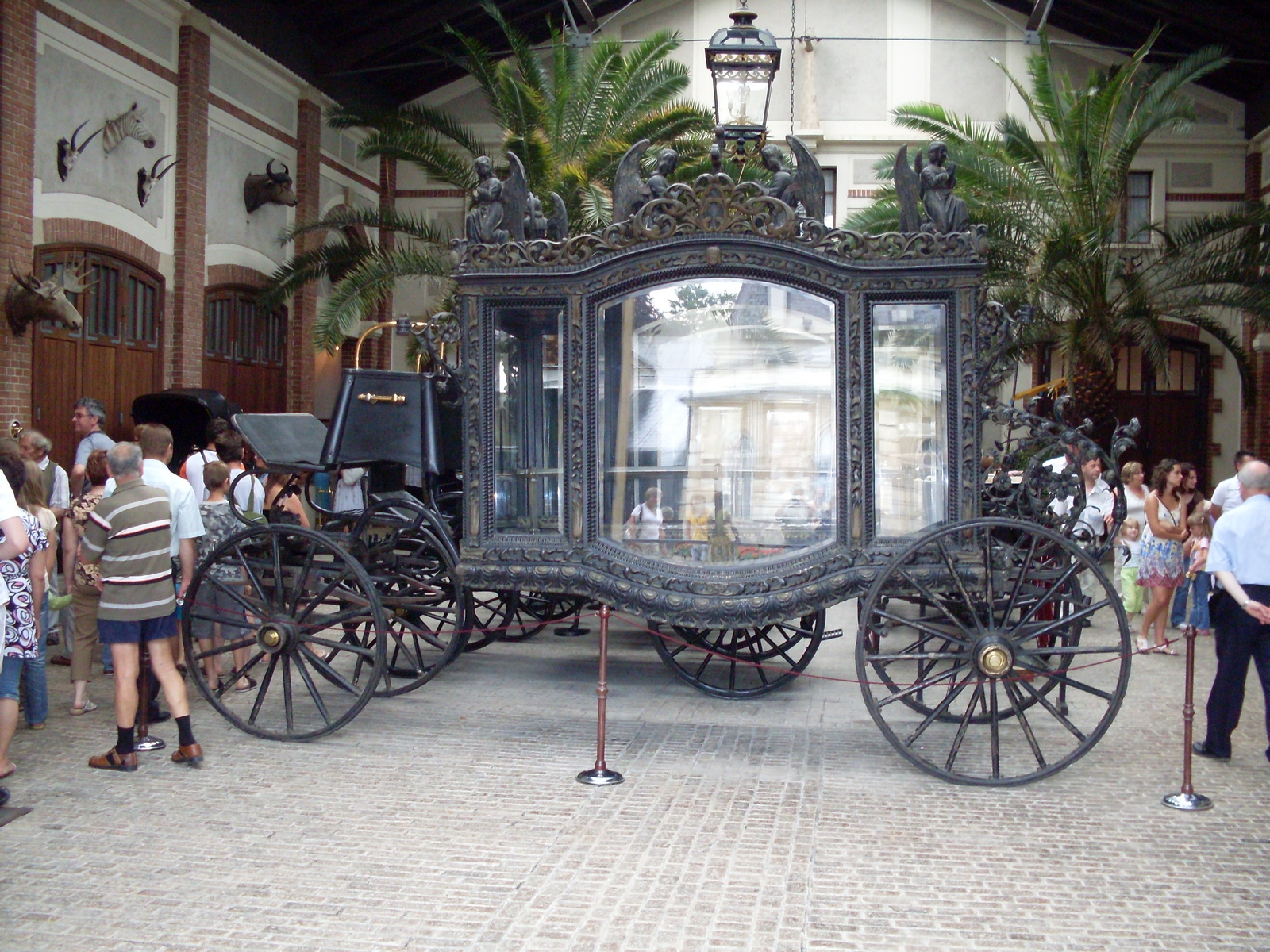
Kutschenmuseum

Im Süden des Schlossparks befindet sich das Kutschenmuseum (polnisch: Muzeum Powozów). Hier wird heute die bedeutendste Kutschensammlung Polens gezeigt. Die zwei ehemals als Stall (im neubarocken Stil) und als Wagenremise (im modernistisch-klassischen Stil) genutzten Gebäude wurden in den Jahren 1892 bis 1902 nach einem Entwurf von Armand Bauque errichtet. Die Einrichtung des Stalles, des Putzraumes und der Sattlerwerkstatt wurde von der Wiener Firma Rudolph Philipp Waagner geliefert. Die ehemalige Wagenremise verfügt über eine große Anspannhalle mit einem gläsernen Dach und den beiden seitlich gelagerten Remisen. An den Wänden der Halle befindet sich heute eine vorwiegend exotische Trophäensammlung, die der letzte Schlossherr im Jahre 1924 von einer Safari mitbrachte.
Die Sammlung besteht aus zwei separaten Kutschenkollektionen. Die sogenannte historische Schlosssammlung enthält Kutschen, die in Łańcut verwendet wurden (55 Wagen). Die „museale“ Sammlung, die seit dem Zweiten Weltkrieg besteht, umfasst heute knapp 80 Karossen. Die wertvollsten der ausgestellten Kutschen sind die luxuriösen Wägen der Familie Potocki. Sie sind Erzeugnisse Wiener, Londoner und Pariser Hersteller (Marius, Lohner, Labourdette oder Rotschild).

### Museum des polnischen 10. Jägerregiments zu Pferde
Das Regiment (in Polnisch: 10 Pułk Strzelców Konnych) geht auf die Aufstellung einer Schwadron Ende des Ersten Weltkrieges in Italien zurück. Am 29. April 1919 wurde die deutsch-polnische Grenze passiert. Nach Abschluss des polnisch-sowjetischen Krieges wurde diese Schwadron 1921 in Łańcut stationiert, wo sie im selben Jahr zu einem Jägerregiment umgegliedert wurde. Im Jahr 1937 wurde das Regiment motorisiert und der 10. gepanzerten Kavalleriebrigade des Oberst Stanisław Maczek unterstellt. Nach Kämpfen um Łańcut (September 1939) und Lemberg, Einsätzen in Ungarn und Frankreich (1940) wurde die Einheit 1944 in Großbritannien in die 1. Polnische Panzerdivision eingegliedert. Nach erneuten, verlustreichen Kämpfen in Frankreich kam es zu Einsätzen in Belgien und Holland und schließlich zu Kriegsende in Wilhelmshaven. 1947 wurde das Regiment aufgelöst.
Anstoß zur Schaffung des Museums war die Übergabe der Sammlung eines ehemaligen Regimentsangehörigen im Jahr 1983. Sie wurde und wird ausgebaut. Neben Gegenständen aus der Zeit des Zweiten Weltkrieges gibt es auch Andenken und Militaria aus der Zeit zwischen den Kriegen, als Łańcut Garnisonsstadt der noch nicht motorisierten Einheit war.

### Schlossbibliothek
Im späten 18. Jahrhundert wurde von Izabela Lubomirska eine Schlossbibliothek errichtet. Der Ursprungsentwurf stammte von Piotr Aigner, der spätere Umbau im spätviktorianischen Stil erfolgte unter Armand Bauque und Albert Pio in den Jahren 1899 bis 1903. Die Inneneinrichtung besteht aus englischem Mobiliar. Die Sammlung umfasst rund 22.000 Bände, die im Laufe mehrerer Generationen von den Schlossbesitzern erworben wurden. Neben Werken des frühen Buchdruckes (darunter die „Statuta Sigismundi Primi Poloniae Regis“ von Hieronymus Vietor aus dem Jahr Jahre 1524, die baselsche Erstausgabe der Chronik „… de origine et rebus gestis Polonorum libri …“ von Martin Kromer von 1555 sowie der Atlas von Willem und Joan Blaeu „Theatrum Orbis Terrarum“ aus den Jahren 1640 bis 1655) umfasst die Sammlung alte Grafiken und Landkarten (u. a. von Lucas Cranach dem Älteren, Giovanni Antonio Rizzi Zannoni und Daniel Chodowiecki), Bücher und Zeitschriften aus dem 19. und beginnenden 20. Jahrhundert sowie Adelszertifikate, Ordens- und sonstige historische Diplome.
Bestandteil der Sammlung sind außerdem rund 1500 Musikalien (teilweise musikalische Manuskripte) von Partituren zu Buffo-Opern, Comedie dell’arte von Gianbattista Conte de Cimador, Giovanni Paisiello, Wolfgang Amadeus Mozart, Rinaldo di Capua oder Gioacchino Rossini. 1998 ging die gesamte Sammlung der Schlossbibliothek in den Besitz der polnischen Nationalbibliothek über.

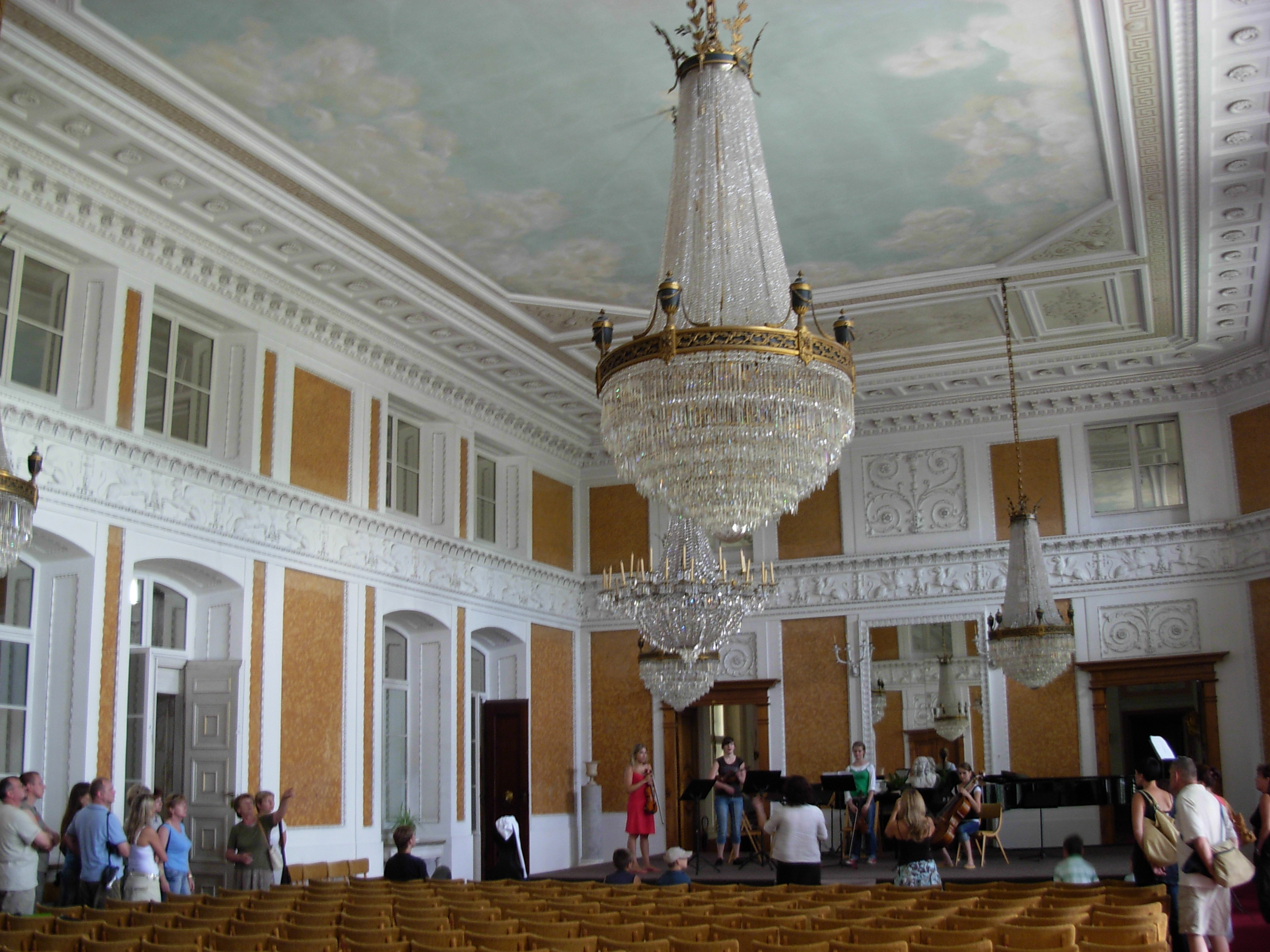
Ballsaal
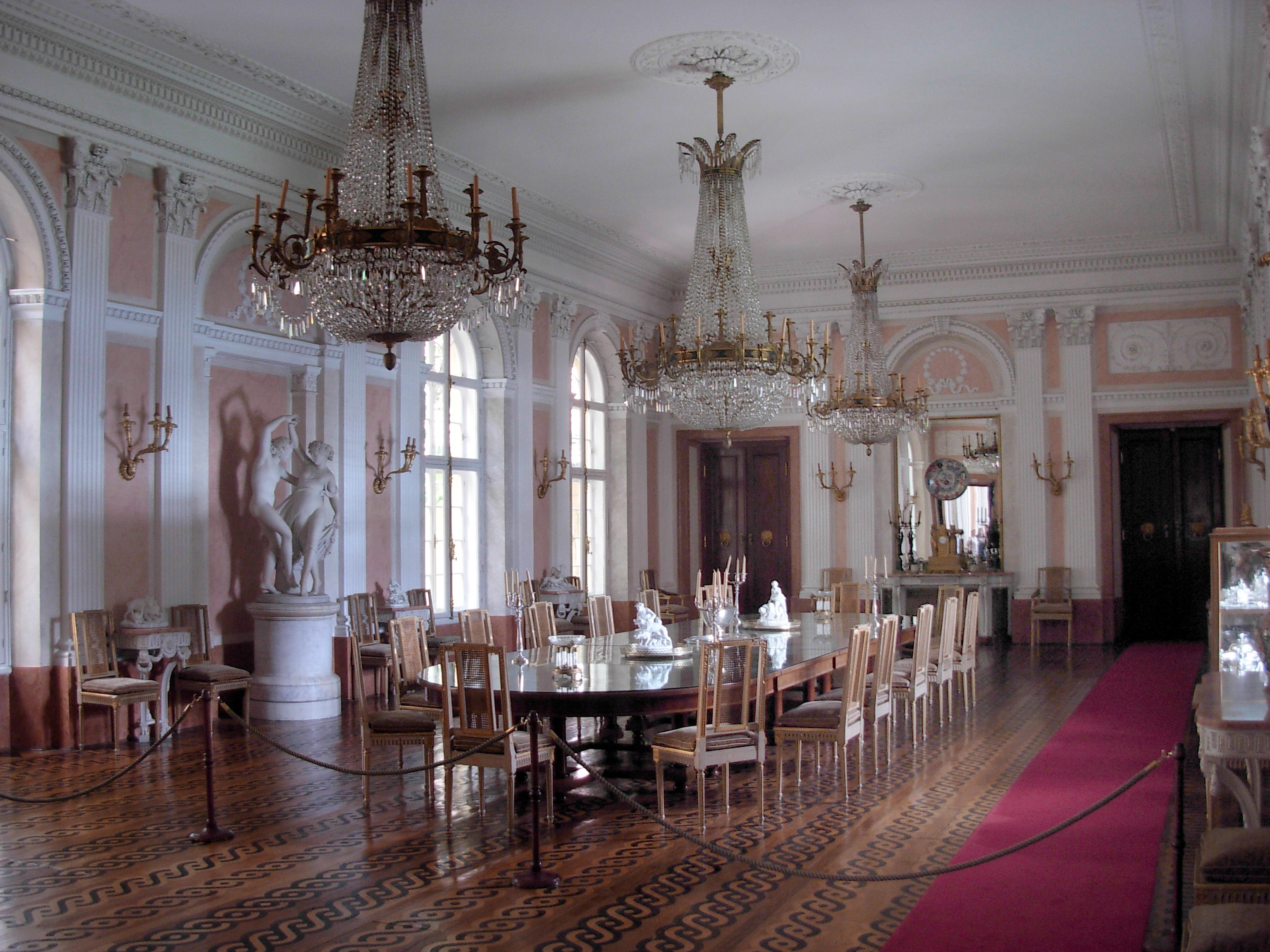
Speisesaal
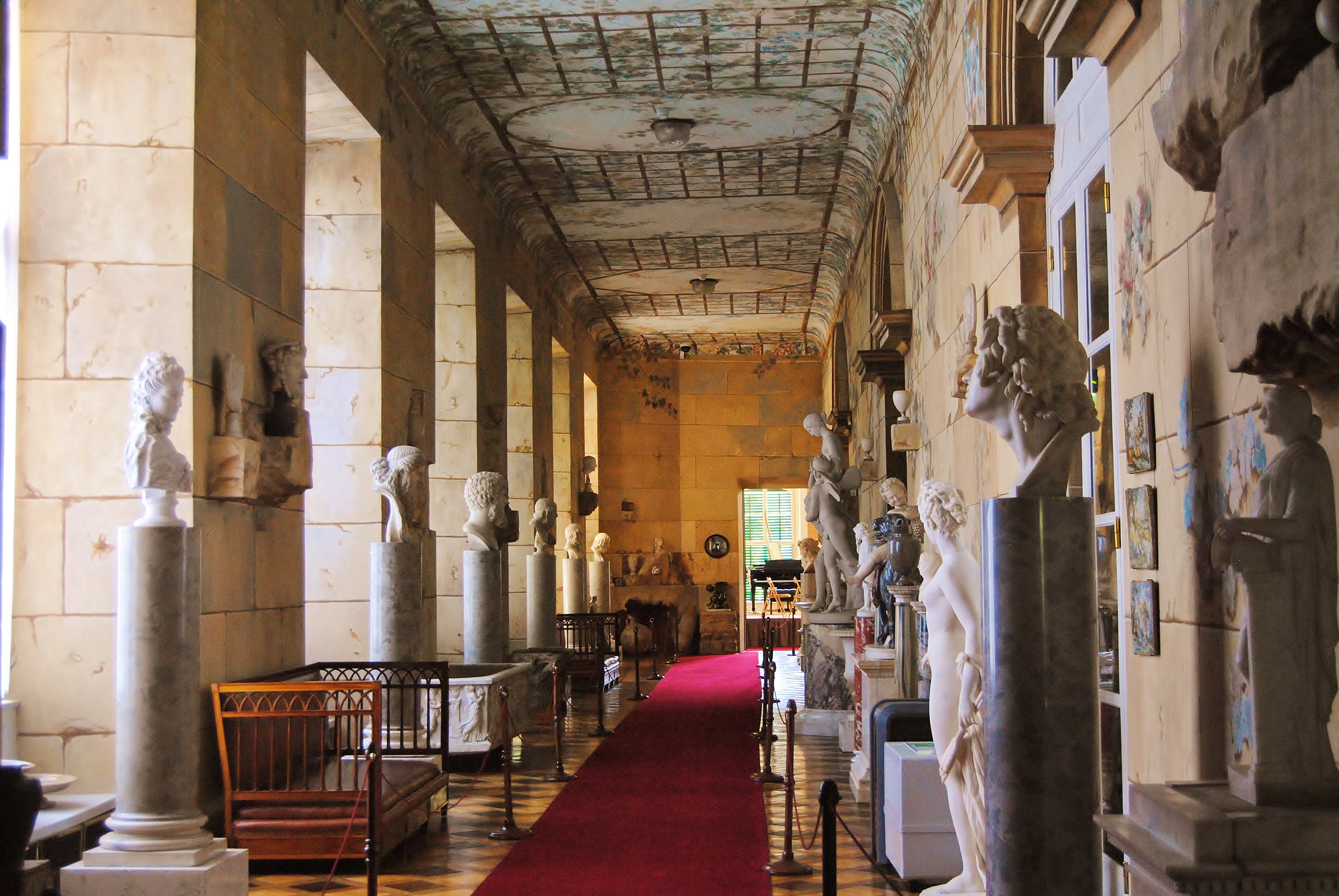
Antikensammlung